# Crest Hill
Crest Hill – miasto w Stanach Zjednoczonych, w stanie Illinois, w hrabstwie Will.